# Shahn Eru

a Compétitions nationales et continentales officielles uniquement.

b Matchs officiels uniquement.
Dernière mise à jour le 30 janvier 2025.
Shahn Eru, né le 20 septembre 1989 à Hamilton (Nouvelle-Zélande), est un joueur international cookien de rugby à XV jouant aux postes de deuxième ligne ou de troisième ligne aile à l'AS Béziers depuis 2024.

## Biographie

### Jeunesse, formation et débuts amateurs
Originaire de la région de Wellington, Shahn Eru est scolarisé à la Wainuiomata High School, dont il est diplômé en 2007.
Il commence sa carrière en club au niveau amateur, avec le Wainuiomata RFC dans le championnat régional de Wellington,. Malgré ses performances remarquées, il ne parvient pas à obtenir un contrat professionnel avec la province de Wellington,. Il représente toutefois l'équipe réserve de la province en 2013,. La même année, il joue également pour l'équipe Development de la franchise des Hurricanes,.

### Carrière en club
Souhaitant enfin lancer sa carrière professionnelle alors qu'il est âgé de 25 ans, il rejoint le club italien du Petrarca Padoue, évoluant en Eccellenza, en 2014,. Il joue une saison avec cette équipe, disputant quatorze rencontres.
De retour en Nouvelle-Zélande en 2015, il rejoint la province de Bay of Plenty pour la saison de NPC,. Lors de sa première saison, il joue sept matchs avant d'être écarté des terrains à la suite d'une blessure à la mâchoire. L'année suivante, il est à nouveau retenu dans l'effectif, et joue sept autres matchs avec sa province,. En 2016 également, il a l'occasion de jouer pour l'équipe Development de la franchise des Chiefs,.
En 2017, il s'engage avec le club français de l'USA Perpignan en Pro D2. Arrivé blessé, il ne débute sous ses nouvelles couleurs qu'en octobre 2017 face au RC Narbonne,. Il s'impose rapidement dans le XV de départ catalan, et joue dix-huit rencontres lors de sa première saison. Au terme de sa première saison, il est titulaire lors de la finale du championnat remportée face au FC Grenoble, permettant à Perpignan d'accéder au Top 14.
En février 2019, il prolonge son contrat avec l'USAP pour trois saisons supplémentaires, soit jusqu'en 2022. Le club catalan est toutefois relégué en Pro D2 au bout d'une saison, et ne remonte que deux saisons plus tard, après une finale remportée face au Biarritz olympique, où Eru est une nouvelle fois titulaire,. En février 2022, il voit son contrat avec Perpignan être prolongé jusqu'en juin 2024.
Sans club après la fin de son contrat avec l'USAP, il s'engage pour deux ans à l'AS Béziers au début de la saison 2024-2025 de Pro D2.

### Carrière internationale
Shahn Eru représente l'équipe des Îles Cook des moins de 20 ans en 2008, à l'occasion du Trophée mondial junior au Chili,.
L'année suivante,  il est convoqué avec la sélection néo-zélandaise des moins de 20 ans pour participer au Championnat du monde junior 2009 au Japon. Il dispute trois matchs lors de la compétition, mais ne joue pas la finale qui voit son équipe remporter le titre mondial,.
En juin 2018, il est retenu avec l'équipe des Îles Cook de rugby à XV par le sélectionneur Stan Wright, afin de jouer le match de barrage aller-retour contre Hong Kong les 30 juin et 7 juillet 2018, afin de participer au tournoi de repêchage pour la Coupe du monde 2019,. Il obtient deux sélections lors de cette double confrontation, où son équipe s'incline à chaque fois,.

## Palmarès

### En club
- Vainqueur du Championnat de France de Pro D2 en 2018 et 2021 avec l'USA Perpignan.

### En sélection nationale
- Vainqueur du Championnat du monde junior en 2009.